# 中標津町
中標津町（なかしべつちょう）は、北海道標津郡にある町。北海道東部に位置し、根室振興局が管轄する。地名は、標津川の中流域にあることに由来する。

## 地理
中標津町は、東西約42km、南北約27kmあり、南部は根釧台地の丘陵、北部は知床半島から連なる山岳地帯になっている。土地は主に泥炭地と火山灰地である。町域のうち約5割を山林が占めており、そのうち山岳林が約4割になっている。中心市街地は標津川によって開かれた河岸段丘であり、標高約50mの低地に形成している。
平野部には開拓使顧問ホーレス・ケプロンの提唱した開拓殖民区画に基づき、格子状に防風保安林を配置しており、独特の風景は「根釧台地の格子状防風林」として「北海道遺産」 に、また「道東根釧台地の防風林」として「人と自然が織りなす日本の風景百選」に認定されている。
- 山：武佐岳 (1,006 m)、ソーキップ岳 (1,026 m)、クテクンベツ岳 (995 m)、俣落岳 (1,004 m)、サマッケヌプリ山 (1,063 m)、標津岳 (1,061 m)、養老牛岳 (847 m)、西竹山 (699 m)、シタバヌプリ山 (603 m)、温泉富士 (660 m)、モアン山 (357 m)、カンジウシ山 (277 m)
- 河川：標津川（二級河川・指定河川）、武佐川、俣落川、荒川、鱒川、ケネカ川、当幌川、エトシナイ川、サクラ川、タワラマップ川
- 滝：クテクン滝

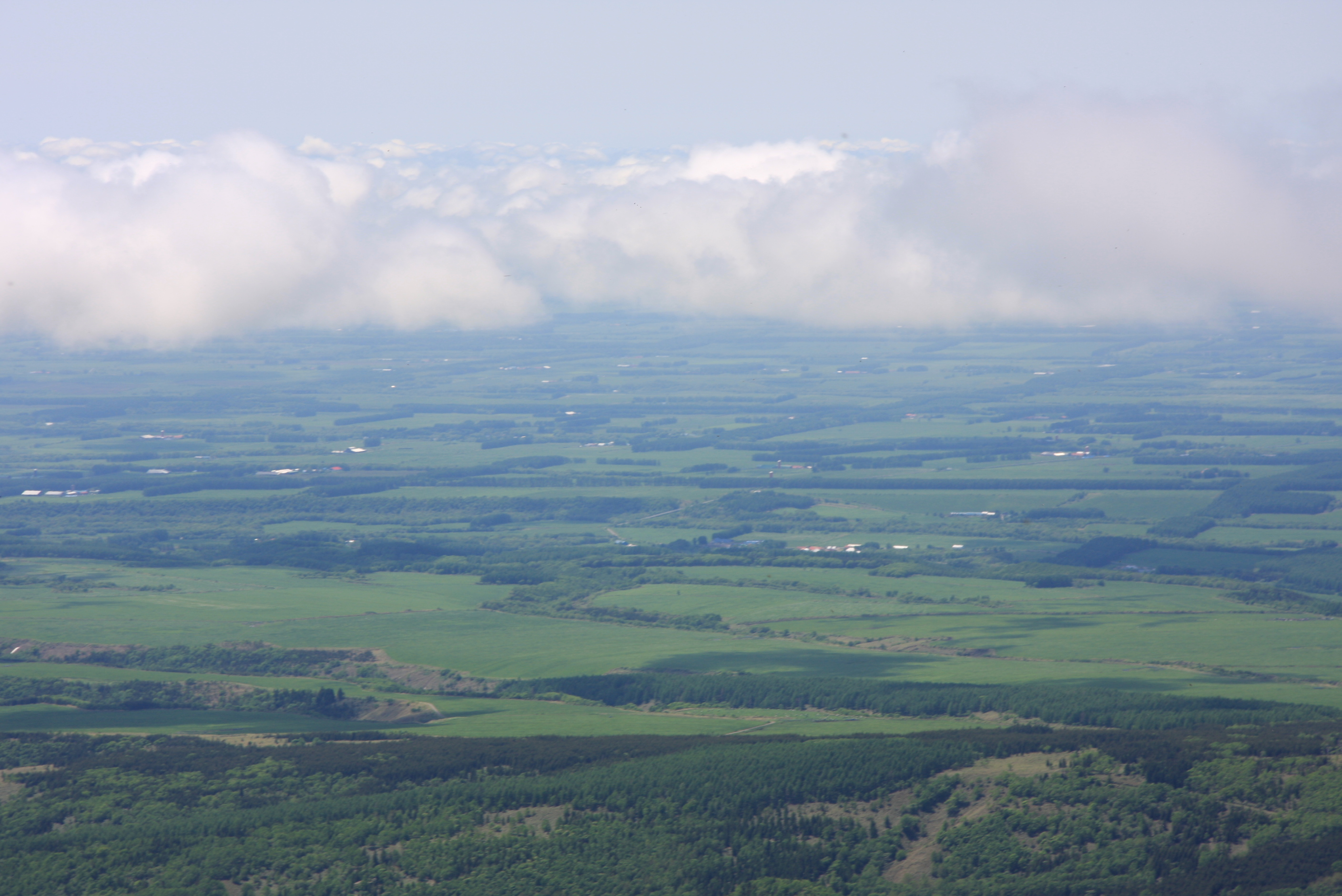
武佐岳から眺めた根釧台地
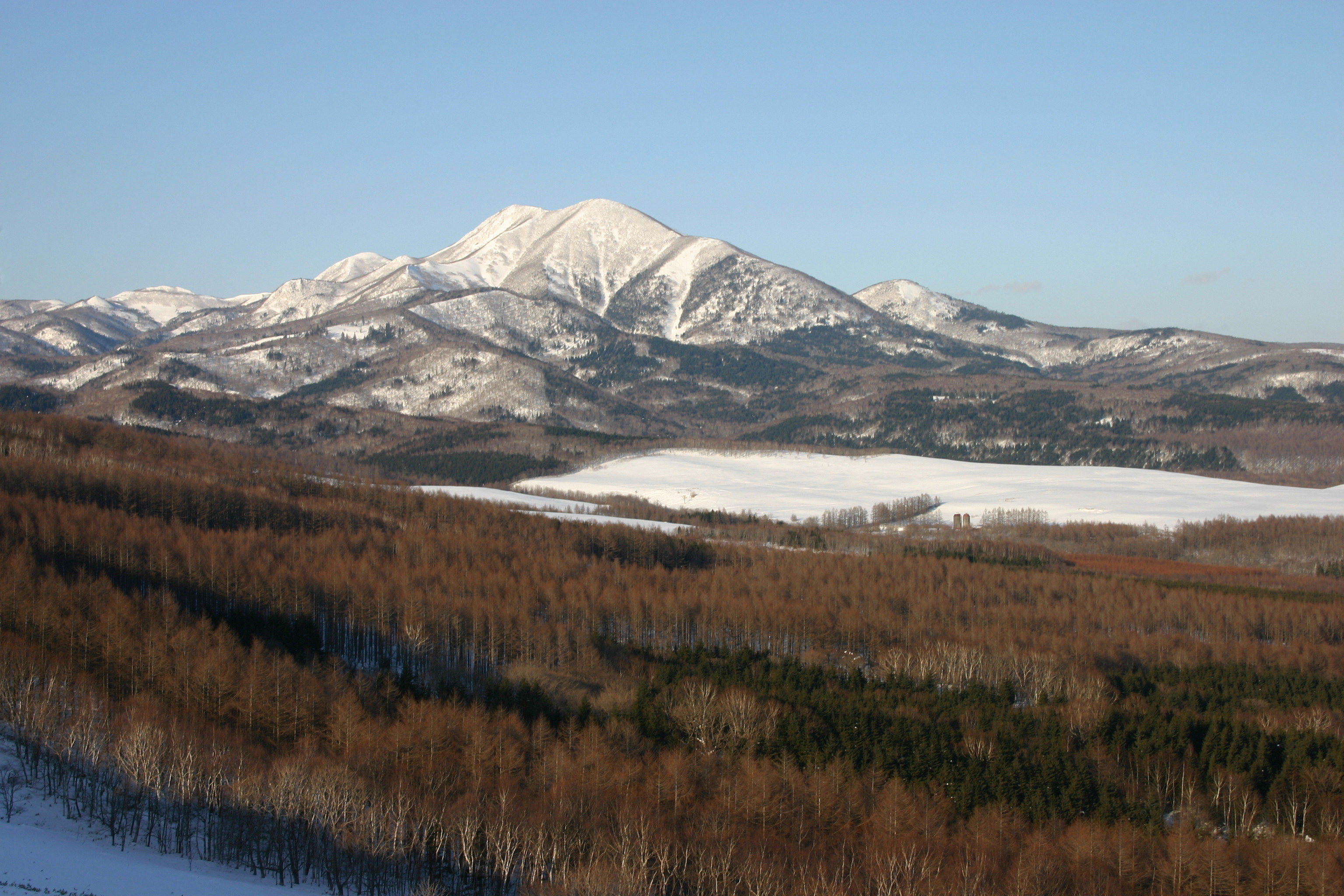
武佐岳
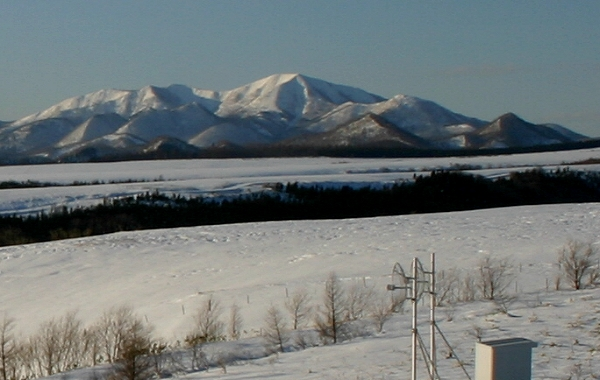
サマッケヌプリ山
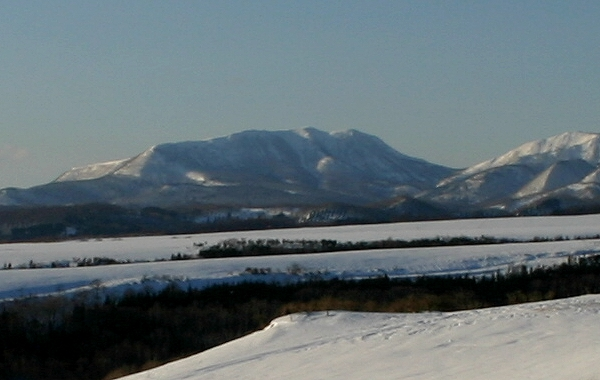
標津岳
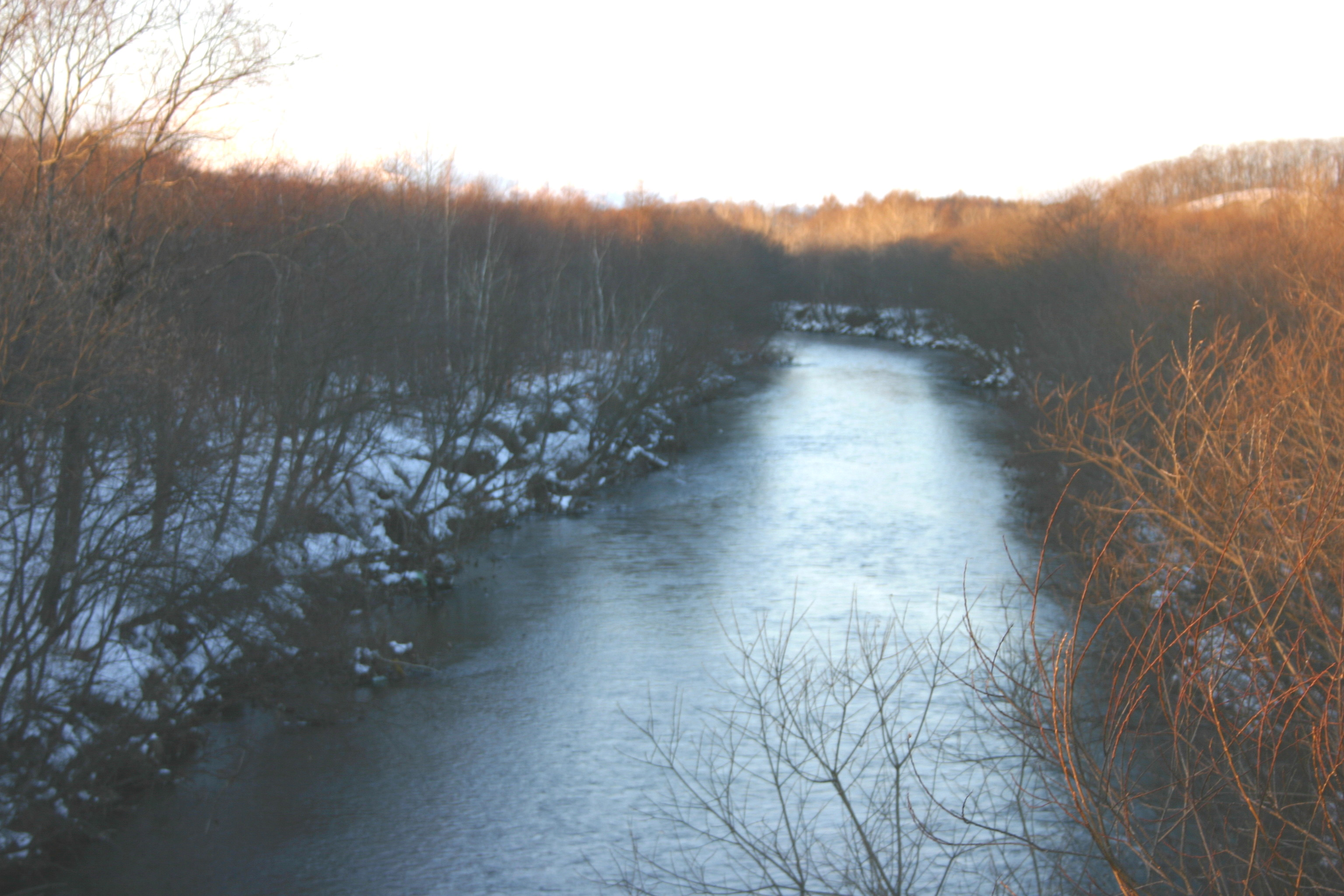
標津川

### 人口
中標津町の人口は、1950年（昭和25年）の町制施行後から順調に増加し続けていたが、2010年（平成22年）以降は若い世代を中心に減少に転じている。その理由として若い世代が遊べる施設・お店が無いこと、そのような状況からか就業できる企業が多数あるにもかかわらず札幌圏または道外の都市部へ若い世代は流れてしまっている。そのほか2010年以前は高校卒業後の進学者が少なかったが、2010年以降は高校卒業後、大学や短大、専門学校への進学者が増加傾向にあり、そのまま地方で就職するケースが人口減少になっていると考えられる。
2025年（令和7年）5月、根室市の人口を4人差で上回り、振興局管内では最多人口を有する市町村となった。
| |                                          |  |
| 中標津町と全国の年齢別人口分布（2005年） | 中標津町の年齢・男女別人口分布（2005年） |  |
| ■紫色 ― 中標津町 ■緑色 ― 日本全国 | ■青色 ― 男性 ■赤色 ― 女性                |  |
| 中標津町（に相当する地域）の人口の推移 \| 1970年（昭和45年） \| 17,090人 \| \| \| 1975年（昭和50年） \| 18,929人 \| \| \| 1980年（昭和55年） \| 21,187人 \| \| \| 1985年（昭和60年） \| 21,675人 \| \| \| 1990年（平成2年） \| 21,900人 \| \| \| 1995年（平成7年） \| 22,326人 \| \| \| 2000年（平成12年） \| 23,179人 \| \| \| 2005年（平成17年） \| 23,792人 \| \| \| 2010年（平成22年） \| 23,989人 \| \| \| 2015年（平成27年） \| 23,774人 \| \| \| 2020年（令和2年） \| 23,010人 \| \| |                                          |  |
| 総務省統計局 国勢調査より |                                          |  |
| 1970年（昭和45年） | 17,090人                                 |  |
| 1975年（昭和50年） | 18,929人                                 |  |
| 1980年（昭和55年） | 21,187人                                 |  |
| 1985年（昭和60年） | 21,675人                                 |  |
| 1990年（平成2年） | 21,900人                                 |  |
| 1995年（平成7年） | 22,326人                                 |  |
| 2000年（平成12年） | 23,179人                                 |  |
| 2005年（平成17年） | 23,792人                                 |  |
| 2010年（平成22年） | 23,989人                                 |  |
| 2015年（平成27年） | 23,774人                                 |  |
| 2020年（令和2年） | 23,010人                                 |  |

### 消滅集落
2015年国勢調査によれば、以下の集落は調査時点で人口0人の消滅集落となっている。
- 中標津町 - 共立

## 気候
ケッペンの気候区分によると、中標津町は湿潤大陸性気候に属する。寒暖の差が大きく気温の年較差、日較差が大きい顕著な大陸性気候である。冬季は-20℃を下回る気温が観測されることが珍しくなく、寒さが厳しい。
北海道内の他市町村と比較して冬季の降雪量は多くない が、特別豪雪地帯に指定されている。これは非常に強い風が吹き込むことで地吹雪などの暴風雪被害が発生することによる。これに対して防災科学技術研究所は、2013年より文部科学省地域防災対策支援研究プロジェクトの一環として「北海道中標津町を対象とした吹雪発生予測システム活用と効果的な雪氷防災対策への支援」を実施している。
| 中標津（1991年 - 2020年）の気候 | 中標津（1991年 - 2020年）の気候 | 中標津（1991年 - 2020年）の気候 | 中標津（1991年 - 2020年）の気候 | 中標津（1991年 - 2020年）の気候 | 中標津（1991年 - 2020年）の気候 | 中標津（1991年 - 2020年）の気候 | 中標津（1991年 - 2020年）の気候 | 中標津（1991年 - 2020年）の気候 | 中標津（1991年 - 2020年）の気候 | 中標津（1991年 - 2020年）の気候 | 中標津（1991年 - 2020年）の気候 | 中標津（1991年 - 2020年）の気候 | 中標津（1991年 - 2020年）の気候 |
| 月                              | 1月                             | 2月                             | 3月                             | 4月                             | 5月                             | 6月                             | 7月                             | 8月                             | 9月                             | 10月                            | 11月                            | 12月                            | 年                              |
| ------------------------------- | ------------------------------- | ------------------------------- | ------------------------------- | ------------------------------- | ------------------------------- | ------------------------------- | ------------------------------- | ------------------------------- | ------------------------------- | ------------------------------- | ------------------------------- | ------------------------------- | ------------------------------- |
| 最高気温記録 °C （°F）          | 6.9 (44.4)                      | 12.3 (54.1)                     | 16.3 (61.3)                     | 28.2 (82.8)                     | 36.5 (97.7)                     | 34.6 (94.3)                     | 35.2 (95.4)                     | 35.2 (95.4)                     | 32.4 (90.3)                     | 26.6 (79.9)                     | 19.6 (67.3)                     | 14.3 (57.7)                     | 36.5 (97.7)                     |
| 平均最高気温 °C （°F）          | −1.6 (29.1)                     | −1.3 (29.7)                     | 2.5 (36.5)                      | 9.1 (48.4)                      | 15.0 (59)                       | 18.0 (64.4)                     | 21.4 (70.5)                     | 22.9 (73.2)                     | 20.6 (69.1)                     | 15.2 (59.4)                     | 8.1 (46.6)                      | 1.1 (34)                        | 10.9 (51.6)                     |
| 日平均気温 °C （°F）            | −6.6 (20.1)                     | −6.5 (20.3)                     | −2.0 (28.4)                     | 3.6 (38.5)                      | 8.9 (48)                        | 12.6 (54.7)                     | 16.4 (61.5)                     | 18.3 (64.9)                     | 15.7 (60.3)                     | 9.7 (49.5)                      | 3.0 (37.4)                      | −3.7 (25.3)                     | 5.8 (42.4)                      |
| 平均最低気温 °C （°F）          | −13.2 (8.2)                     | −13.6 (7.5)                     | −7.8 (18)                       | −1.4 (29.5)                     | 3.7 (38.7)                      | 8.3 (46.9)                      | 12.7 (54.9)                     | 14.7 (58.5)                     | 11.0 (51.8)                     | 4.0 (39.2)                      | −2.5 (27.5)                     | −9.6 (14.7)                     | 0.5 (32.9)                      |
| 最低気温記録 °C （°F）          | −28.7 (−19.7)                   | −32.9 (−27.2)                   | −26.0 (−14.8)                   | −14.4 (6.1)                     | −6.5 (20.3)                     | −2.0 (28.4)                     | 1.4 (34.5)                      | 5.7 (42.3)                      | −0.1 (31.8)                     | −6.1 (21)                       | −15.6 (3.9)                     | −22.2 (−8)                      | −32.9 (−27.2)                   |
| 降水量 mm （inch）              | 44.0 (1.732)                    | 32.0 (1.26)                     | 57.5 (2.264)                    | 84.2 (3.315)                    | 107.5 (4.232)                   | 103.9 (4.091)                   | 121.6 (4.787)                   | 175.5 (6.909)                   | 177.2 (6.976)                   | 134.1 (5.28)                    | 80.5 (3.169)                    | 65.8 (2.591)                    | 1,183.8 (46.606)                |
| 降雪量 cm （inch）              | 111 (43.7)                      | 97 (38.2)                       | 92 (36.2)                       | 35 (13.8)                       | 3 (1.2)                         | 0 (0)                           | 0 (0)                           | 0 (0)                           | 0 (0)                           | 0 (0)                           | 14 (5.5)                        | 81 (31.9)                       | 433 (170.5)                     |
| 平均降水日数 （≥1.0mm）         | 7.7                             | 6.3                             | 8.2                             | 9.7                             | 10.4                            | 9.7                             | 11.2                            | 12.9                            | 11.9                            | 9.9                             | 9.4                             | 8.9                             | 116.2                           |
| 平均月間日照時間                | 142.7                           | 142.8                           | 168.2                           | 161.9                           | 160.3                           | 125.7                           | 104.6                           | 108.4                           | 131.4                           | 154.3                           | 145.0                           | 139.5                           | 1,681.2                         |
| 出典：気象庁                    |                                 |                                 |                                 |                                 |                                 |                                 |                                 |                                 |                                 |                                 |                                 |                                 |                                 |

| 上標津（2003年 - 2020年）の気候 | 上標津（2003年 - 2020年）の気候 | 上標津（2003年 - 2020年）の気候 | 上標津（2003年 - 2020年）の気候 | 上標津（2003年 - 2020年）の気候 | 上標津（2003年 - 2020年）の気候 | 上標津（2003年 - 2020年）の気候 | 上標津（2003年 - 2020年）の気候 | 上標津（2003年 - 2020年）の気候 | 上標津（2003年 - 2020年）の気候 | 上標津（2003年 - 2020年）の気候 | 上標津（2003年 - 2020年）の気候 | 上標津（2003年 - 2020年）の気候 | 上標津（2003年 - 2020年）の気候 |
| 月                              | 1月                             | 2月                             | 3月                             | 4月                             | 5月                             | 6月                             | 7月                             | 8月                             | 9月                             | 10月                            | 11月                            | 12月                            | 年                              |
| ------------------------------- | ------------------------------- | ------------------------------- | ------------------------------- | ------------------------------- | ------------------------------- | ------------------------------- | ------------------------------- | ------------------------------- | ------------------------------- | ------------------------------- | ------------------------------- | ------------------------------- | ------------------------------- |
| 最高気温記録 °C （°F）          | 5.8 (42.4)                      | 11.5 (52.7)                     | 15.9 (60.6)                     | 26.3 (79.3)                     | 35.2 (95.4)                     | 33.3 (91.9)                     | 35.6 (96.1)                     | 34.0 (93.2)                     | 31.0 (87.8)                     | 25.7 (78.3)                     | 19.3 (66.7)                     | 12.9 (55.2)                     | 35.6 (96.1)                     |
| 平均最高気温 °C （°F）          | −2.8 (27)                       | −2.3 (27.9)                     | 2.0 (35.6)                      | 8.3 (46.9)                      | 15.2 (59.4)                     | 18.4 (65.1)                     | 21.9 (71.4)                     | 23.5 (74.3)                     | 20.6 (69.1)                     | 14.6 (58.3)                     | 7.5 (45.5)                      | 0.4 (32.7)                      | 10.6 (51.1)                     |
| 日平均気温 °C （°F）            | −6.7 (19.9)                     | −6.4 (20.5)                     | −2.1 (28.2)                     | 3.0 (37.4)                      | 8.8 (47.8)                      | 12.8 (55)                       | 16.7 (62.1)                     | 18.5 (65.3)                     | 15.5 (59.9)                     | 9.2 (48.6)                      | 2.7 (36.9)                      | −3.7 (25.3)                     | 5.7 (42.3)                      |
| 平均最低気温 °C （°F）          | −11.9 (10.6)                    | −12.0 (10.4)                    | −7.1 (19.2)                     | −1.9 (28.6)                     | 3.4 (38.1)                      | 8.3 (46.9)                      | 12.8 (55)                       | 14.6 (58.3)                     | 10.9 (51.6)                     | 3.7 (38.7)                      | −2.3 (27.9)                     | −9.0 (15.8)                     | 0.8 (33.4)                      |
| 最低気温記録 °C （°F）          | −22.9 (−9.2)                    | −25.2 (−13.4)                   | −17.6 (0.3)                     | −14.3 (6.3)                     | −4.0 (24.8)                     | −1.5 (29.3)                     | 4.1 (39.4)                      | 4.8 (40.6)                      | 0.2 (32.4)                      | −6.7 (19.9)                     | −14.7 (5.5)                     | −22.2 (−8)                      | −25.2 (−13.4)                   |
| 降水量 mm （inch）              | 45.1 (1.776)                    | 37.9 (1.492)                    | 57.8 (2.276)                    | 85.4 (3.362)                    | 108.6 (4.276)                   | 107.6 (4.236)                   | 124.5 (4.902)                   | 192.5 (7.579)                   | 152.9 (6.02)                    | 124.1 (4.886)                   | 80.9 (3.185)                    | 73.4 (2.89)                     | 1,192.1 (46.933)                |
| 平均降水日数 （≥1.0mm）         | 7.0                             | 6.6                             | 8.3                             | 9.1                             | 10.8                            | 10.7                            | 11.9                            | 13.4                            | 12.2                            | 8.6                             | 8.5                             | 8.6                             | 115.7                           |
| 平均月間日照時間                | 137.8                           | 137.1                           | 162.7                           | 158.2                           | 162.2                           | 127.5                           | 108.2                           | 113.7                           | 134.9                           | 155.6                           | 141.3                           | 134.5                           | 1,675.1                         |
| 出典：気象庁                    |                                 |                                 |                                 |                                 |                                 |                                 |                                 |                                 |                                 |                                 |                                 |                                 |                                 |

## 歴史
縄文時代前期ごろから人間が住んでいたとみられる遺跡やチャシ跡が当地からも多数出土している。
19世紀初頭には、標津川とケネカ川沿いに標津と斜里を結ぶ「斜里山道」があった。もともとアイヌが利用していた踏み分け道であったが、1810年（文化7年）に開通すると中標津に関する記録にも登場し、現在の中標津市街を流れるタワラマップ川やチナナ川はじめ町内の数ヶ所に小休所があったことなどが記されている。1885年（明治18年）には現在の国道244号の前身となる「新斜里山道」が開通したため旧山道は廃止となった。
1901年（明治34年）に殖民区画を開放すると、北海道の拓殖計画進展とともに北海道外からの移住者が増えていった。ところが、大正から昭和にかけての世界的経済不況と冷害・凶作により離農者が続出し、中でも1931年（昭和6年）、1932年（昭和7年）の大凶作は開拓農民に大きな打撃を与えた。そこで、北海道庁は「根釧原野農業開発5カ年計画」を策定し、穀物を主体とする農業から畜産を主体とする農業への転換を図った。1937年（昭和12年）に日本国有鉄道（国鉄）標津線が開通すると、交通の要衝として発展していった。中標津は標津村に属していたが、人口が増加して産業の振興が進んでいくと役場移転活動が活発になって分村運動に発展した。戦時中は一時立ち消えになるが、終戦後に再び運動が起こり、1946年（昭和21年）に分村が実現した。なお、分村から約3年後の1950年（昭和25年）には町制施行している。

### 年表
「「中標津町のあゆみ」参照
- 1801年（享和元年）：羽太正養、福居芳麿ら標津から標津川沿いを歩き、標茶に出る。タルマップ（現在のタワラマップ川）に泊まる。
- 1874年（明治7年）：ベンジャミン・スミス・ライマンが養老牛温泉調査。
- 1875年（明治8年）：M・S・デイが中標津地方を三角測量。
- 1879年（明治12年）：標津村（現在の標津町）開基。標津郡戸長役場設置。
- 1889年（明治22年）：中標津地方の「中割原野（チライワタラ原野）」、「モサ原野」、「当幌原野」の区画部分が入植地選定。
- 1892年（明治25年）：ポンリウルに鮭鱒孵化根室支場中標津事業所創設。
- 1901年（明治34年）：入植地として区画開放。
- 1911年（明治44年）：徳島県から乾定太郎ら「徳静団体」が俵橋地区入植。
- 1914年（大正3年）：中標津駅逓所設置。
- 1916年（大正5年）：西村武重が養老牛温泉開発着手。
- 1919年（大正8年）：標津 — 中標津間道路完成。
- 1921年（大正10年）：厚床 — 中標津間道路開通。
- 1923年（大正12年）：武佐・開陽地区に乳牛導入し、飼育開始。
- 1925年（大正14年）：殖民軌道（厚床 — 中標津間）開通。
- 1927年（昭和2年）：北海道農事試験場根室支場（後の北海道立根釧農業試験場、現在の北海道立総合研究機構農業研究本部根釧農業試験場）設置。
- 1934年（昭和9年）：中標津駅開駅（1989年廃止）。
- 1937年（昭和12年）：標津線全線開通（1989年廃止）。
- 1941年（昭和16年）：大日本帝国陸軍が計根別に飛行場建設。
- 1943年（昭和18年）：大日本帝国海軍が中標津に飛行場建設。
- 1944年（昭和19年）：北海道農業会中標津厚生病院設置（後の中標津厚生病院、町立中標津病院の前身。1955年撤去）。
- 1945年（昭和20年）：計根別・中標津空襲（北海道空襲）。
- 1946年（昭和21年）：標津村から分村し、中標津村となる。計根別支所開設。
- 1948年（昭和23年）：中標津農業協同組合設立。計根別農業協同組合設立。根室生産農業協同組合連合会設立。
- 1949年（昭和24年）：有線放送「NRK」設置（1952年に町営移管し、1962年廃止）。
- 1950年（昭和25年）：町制施行し、中標津町となる。
- 1952年（昭和27年）：十勝沖地震発生。道立中標津家畜保健衛生所開設（1969年に別海村（現：別海町）の家畜保健衛生所に統合）。北海道さけ・ますふ化場根室支場開設（現：北海道区水産研究所根室さけます事業所）。北海道中標津高等学校計根別分校が町立中標津計根別高等学校として独立（現：北海道中標津農業高等学校）。
- 1953年（昭和28年）：中標津町国民健康保険直営中標津診療所開設（1956年に国保直営中標津病院と改称、現在の町立中標津病院）。道立根室馬鈴薯原種農場設置（1981年閉場し、町立として発足。2001年中標津農協へ移管）。
- 1954年（昭和29年）：東七条に町役場庁舎移転新築。
- 1955年（昭和30年）：野付郡別海村（現：別海町）より豊岡・協和地区編入。
- 1956年（昭和31年）：財政再建団体指定（1962年指定解除）。「商工まつり」（のち「なかしべつ観光まつり」を経て「なかしべつ夏祭り」）初開催。
- 1958年（昭和33年）：中標津大橋完成。
- 1959年（昭和34年）：中標津町立高等酪農学校開校（1963年閉校）。北日本航空定期飛行開始。
- 1961年（昭和36年）：市街地の地番改正し、条丁目制実施。
- 1962年（昭和37年）：十勝岳噴火により、養老牛、俣落、西竹、開陽、武佐方面降灰。開陽台展望台完成。町営乳牛育成牧場事業開始。
- 1964年（昭和39年）：根室支庁中標津合同庁舎完成。
- 1965年（昭和40年）：中標津空港開港。中標津振興公社設立。「春別（俵橋）地区国営パイロット事業」着手（1972年竣工）。養老牛青年の家完成（1985年廃止）。開発道路清里・中標津線開通（1967年中標津地区完成）。
- 1966年（昭和41年）：全国町村会から「優良町村」表彰。
- 1968年（昭和43年）：中標津町図書館開館。国保中標津病院を町立中標津病院と改称。十勝沖地震発生。北海道百年記念中標津体育館落成。
- 1969年（昭和44年）：「標津俵橋大規模草地改良事業」着手。道道釧路中標津線が国道272号昇格（1971年全線開通）。
- 1970年（昭和45年）：「農業新興地域整備計画」指定。中標津町民プール完成。
- 1971年（昭和46年）：中標津町郷土館開館。
- 1972年（昭和47年）：根室北部消防事務組合設立（1976年標津町から本部移転）。
- 1974年（昭和49年）：中標津町外2町葬斎組合設立。
- 1975年（昭和50年）：中標津町営野球場開設。北進台展望台完成。中標津町公設地方卸売市場開設。
- 1976年（昭和51年）：「なかしべつ冬まつり」初開催。
- 1977年（昭和52年）：中標津町緑ヶ丘森林公園開園。中標津町営テニスコート開設。
- 1980年（昭和55年）：現在地に町役場庁舎完成。
- 1981年（昭和56年）：「8,000万円盗難事件」発生。
- 1983年（昭和58年）：日本近距離航空機中標津空港事故発生。中標津町郷土館緑ヶ丘分館（旧北海道農事試験場根室支場陳列館）開館。
- 1987年（昭和62年）：中標津町畜産食品加工研修センター落成。
- 1989年（平成元年）：中標津空港新空港供用開始。
- 1990年（平成2年）：北海道中標津高等学校が全国高等学校野球選手権大会（第72回）に初出場し「町民栄誉賞」受賞。計根別市街地の字名地番改正。
- 1991年（平成3年）：中標津町交通センター供用開始。
- 1992年（平成4年）：初のビザなし渡航実施、北方四島から島民19人来町。川崎市と「友好都市」締結。中標津町温水プール開設。
- 1993年（平成5年）：釧路沖地震発生。中標津町武道館落成。国道272号バイパス道路供用開始。東経145°子午線モニュメント設置。
- 1994年（平成6年）：中標津町交流センター開設。北海道東方沖地震発生。
- 1995年（平成7年）：開陽台展望館完成。中標津町総合文化会館落成。
- 1997年（平成9年）：中標津空港2,000m滑走路供用開始。
- 1999年（平成11年）：町立中標津病院新病院竣工。
- 2000年（平成12年）：北海道立ゆめの森公園一部供用（2001年全面供用）。
- 2001年（平成13年）：「根釧台地の格子状防風林」が「北海道遺産」認定。
- 2002年（平成14年）：根室北部廃棄物処理広域連合設立。
- 2003年（平成15年）：中標津町総合福祉センター開設。標津町・別海町・羅臼町と「任意合併協議会」開催し、羅臼町との飛地合併となる「法定合併協議会」設置。
- 2004年（平成16年）：北海道立水産孵化場道東支場（現在の北海道立総合研究機構水産研究本部さけ・ます内水面水産試験場道東センター）設置。羅臼町との合併の可否を問う住民投票を実施し、反対多数により合併断念。
- 2005年（平成17年）：中標津MAの市外局番が「01537」から「0153」に変更。
- 2006年（平成18年）：字中標津地域の字名地番改正。町有施設の指定管理者制度開始。
- 2007年（平成19年）：「北村家住宅主屋（旧土田旅館）」が国の「登録有形文化財（建造物）」に登録。
- 2007年（平成19年）：中標津町運動公園がオープン（高校生以上は有料の施設である）。（競技場、球場、スピードスケート場、アイスホッケー場、有料の会議室やシャワールームを完備した管理棟がある）
- 2008年（平成20年）：中標津空港ターミナルビル増改築。『第59回北海道植樹祭』開催[18]。FMなかしべつ放送開局。
- 2009年（平成21年）：「なかしべつ330°開陽台マラソン」初開催。
- 2011年（平成23年）：「中標津町自治基本条例」可決。
- 2014年（平成26年）4月1日：中標津町牛乳消費拡大応援条例（通称「牛乳で乾杯条例」）が施行[19]。
- 2015年（平成27年）：義務教育学校となる中標津町立計根別学園開校。中標津町児童センター「みらいる」開設（祝日も開館）。
- 2016年（平成28年）：中標津町総合体育館完成。

## 友好都市
- 川崎市（神奈川県）
  - 1992年（平成4年）7月、友好都市協定締結[20]。

## 行政
役場
- 中標津町役場
  - 計根別支所

首長
| 代   | 氏名     | 就任年月日             | 退任年月日            |
| ---- | -------- | ---------------------- | --------------------- |
| 初代 | 坂井同   | 1946年（昭和21年）7月  | 1948年（昭和23年）3月 |
| 2代  | 横田俊夫 | 1948年（昭和23年）4月  | 1956年（昭和31年）4月 |
| 3代  | 尾崎豊   | 1956年（昭和31年）5月  | 1970年（昭和45年）4月 |
| 4代  | 村田雄平 | 1970年（昭和45年）6月  | 1984年（昭和59年）8月 |
| 5代  | 進藤松吉 | 1984年（昭和59年）10月 | 1992年（平成4年）9月  |
| 6代  | 新出實   | 1992年（平成4年）9月   | 2004年（平成16年）9月 |
| 7代  | 西澤雄一 | 2004年（平成16年）9月  | 2008年（平成20年）9月 |
| 8代  | 小林実   | 2008年（平成20年）9月  | 2016年（平成28年）9月 |
| 9代  | 西村穣   | 2016年（平成28年）9月  | 現職                  |

## 議会
町議会
- 議員定数：18名
- 議会
  - 定例会：年4回（3月・6月・9月・12月）
  - 臨時会

- 委員会
  - 総務文教常任委員会
  - 厚生常任委員会
  - 産業建設常任委員会
  - 議会運営委員会
  - 議会広報特別委員会
  - 予算審査特別委員会

道議会議員
- 北海道議会
  - 根室支庁選挙区（定員1名）：自民党・道民会議（1名）

国会議員
- 衆議院議員
  - 小選挙区（北海道第7区）：伊東良孝（自民党）

## 官公署

### 国の機関
- 法務省
  - 釧路地方法務局中標津出張所
- 厚生労働省
  - 北海道労働局根室公共職業安定所中標津分室（ハローワーク中標津）
- 農林水産省
  - 北海道森林管理局根釧東部森林管理署西春別森林事務所・養老牛森林事務所・開陽森林事務所
- 国土交通省
  - 北海道開発局釧路開発建設部中標津道路事務所
- 防衛省
  - 自衛隊帯広地方協力本部中標津地域事務所

### 道の機関
- 根室振興局
  - 中標津地域保健室（中標津保健所）
  - 中標津社会福祉事務出張所
  - 根室農業改良普及センター北根室支所
- 根室家畜保健衛生所BSE検査室
- 釧路総合振興局
  - 釧路建設管理部中標津出張所
  - 釧路建設管理部中標津空港管理事務所

### 独立行政法人・特殊法人等
- 国立研究開発法人
  - 水産研究・教育機構北海道区水産研究所根室さけます事業所
- 地方独立行政法人
  - 北海道立総合研究機構
    - 農業研究本部根釧農業試験場
    - 水産研究本部さけ・ます内水面水産試験場道東センター
- 公益財団法人
  - 北海道農業公社根室支所
- 一般社団法人
  - 北海道軽種馬振興公社 Aiba中標津（J-PLACE中標津）

## 公共施設
- 中標津町総合文化会館（しるべっと）
- 中標津町図書館（しるべっと内）
- 中標津町郷土館
  - 緑ヶ丘分館
- 中標津町保健センター
- 中標津町児童センター
- 中標津町緑のふるさと研修舎
- 中標津町交流センター
- 中標津町総合福祉センター（プラット）
- 中標津町老人福祉センター
- 中標津町開陽台牧場
- 中標津町俵橋牧場
- 中標津町畜産食品加工研修センター
- 中標津町一般廃棄物最終処分場
- 根室北部廃棄物処理広域連合リサイクルセンター くるっと[23]
- 白樺斎場
- 中標津墓地
- 中標津第2墓地
- 計根別墓地

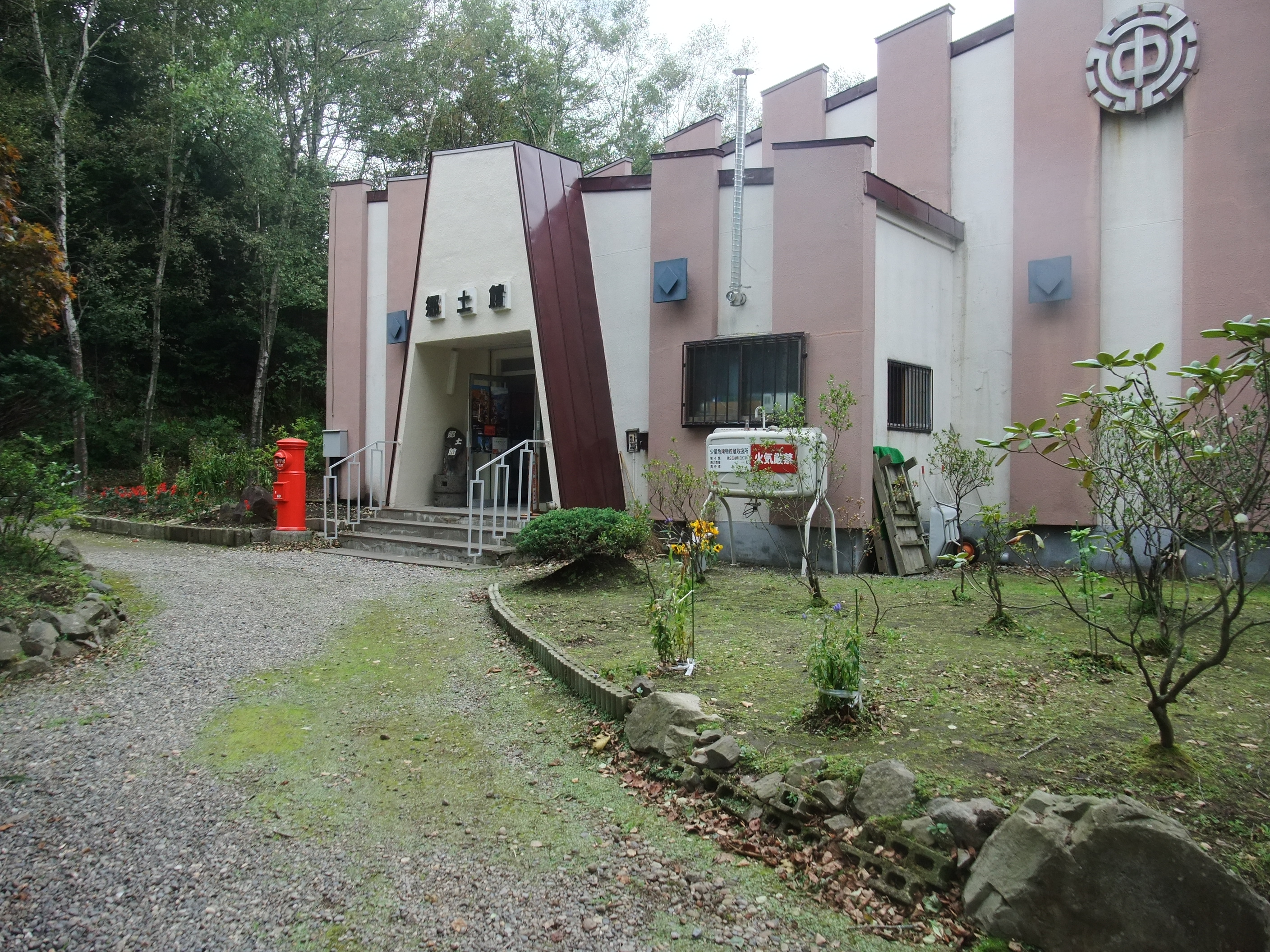
中標津町郷土館（2011年9月）

### スポーツ施設
- 中標津町総合体育館
- 中標津町温水プール
- 中標津町武道館
- 中標津町営野球場
- 中標津町営テニスコート
- 中標津町営ふれあいテニスコート
- 中標津町運動公園スピードスケート場
- 中標津町運動公園アイスホッケー場
- 中標津町運動公園第1球技場・第2球技場
- 中標津町運動公園第1球場・第2球場

## 公的機関

### 警察
- 中標津警察署
  - 中央交番、空港警備派出所、計根別駐在所

### 消防
- 根室北部消防事務組合消防本部
  - 中標津消防署

### 医療機関
- 町立中標津病院
- 中標津脳神経外科
- 石田病院
- 富沢内科医院
- 中標津眼科クリニック
- 中標津こどもクリニック

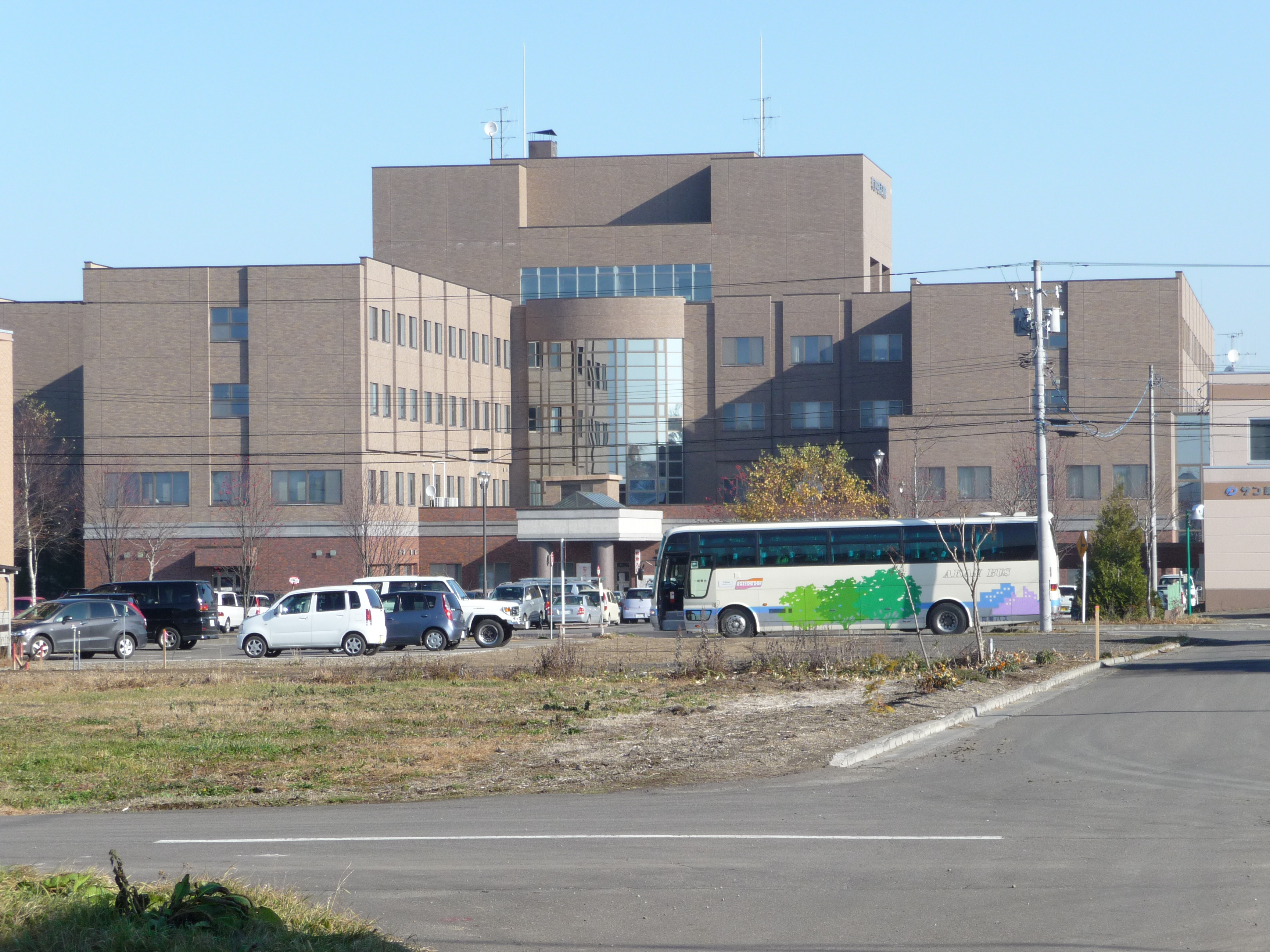
町立中標津病院（2009年11月）

### 電力
- 北海道電力中標津営業所

### 報道機関
- NHK釧路放送局中標津支局
- 北海道新聞社中標津支局
- 釧路新聞社中標津支社
- 総合企画（月刊新根室）

### コミュニティ放送
- FMなかしべつ放送（FMはな）

## 教育機関
高等学校
- 北海道中標津高等学校（道立）
- 北海道中標津農業高等学校（町立）

特別支援学校
- 北海道中標津支援学校

義務教育学校
- 中標津町立計根別学園

中学校
- 中標津町立中標津中学校
- 中標津町立広陵中学校

小学校
- 中標津町立中標津小学校
- 中標津町立中標津東小学校
- 中標津町立丸山小学校

保育園
- 中標津町立中標津保育園
- 中標津泉保育園
- 中標津星の子保育園
- 俣落へき地保育所
- 俵橋へき地保育所
- 協和へき地保育所

幼稚園
- 中標津町立計根別幼稚園
- 中標津愛光幼稚園
- 中標津カトリック幼稚園
- 中標津ひかり幼稚園
- 中標津第2ひかり幼稚園

### 学校教育以外の施設
- 中標津町自動車学校

## 経済・産業
中標津町の農業は酪農が中心であり、耕地は約23,000 haの牧草地と約1,100 haの馬鈴薯（ジャガイモ）、テンサイ、ダイコンなどを作付している畑がある。乳牛は約39,000頭を飼養している。農家は機械化の進んだ大規模経営が多く、コントラクター（農作業委託）や酪農ヘルパー制度を利用した生活にゆとりある農業を営んでいる。
中標津町は地理的に北海道東部の中心地であることから周辺地域の産業拠点になっている。また、中標津空港があるため知床半島、摩周湖、阿寒湖、釧路湿原などへの観光拠点になっているほか、移住体験事業「お試し暮らし」は北海道内トップクラスの受入実績になっている。

### 立地企業
- ALSOK北海道
- 伊藤ファーム
- オーレンス税理事務所
- 小針土建
- すぐる食品
- 釧根開発
- 中標津地方魚菜
- 雪印メグミルク
- ロゴスホーム
- 一条工務店
- 北海道セキスイハイム
- スウェーデンハウス北海道

### 組合
- 中標津町農業協同組合（JA中標津）[28]
- 計根別農業協同組合（JAけねべつ）[29]
- 根室生産農業協同組合連合会（根室生産連）[30]
- ホクレン農業協同組合連合会（ホクレン）
  - 中標津支所
  - 根室地区家畜市場
- 北海道農業共済組合（NOSAI北海道）
  - ひがし統括センター
  - 根室西部支所
  - 根室西部第1家畜診療所
  - 根室西部第2家畜診療所
  - 根室西部第3家畜診療所
- 中標津町森林組合
- 北根室生コンクリート協同組合
- 中標津地方自動車整備事業協同組合

### 商業施設
ショッピングセンター
- 長崎屋（パン・パシフィック・インターナショナルホールディングス）
  - 長崎屋中標津店

- 株式会社東武
  - 東武サウスヒルズ中標津店（2005年7月移転開業、「ショッピングセンター東武」から「東武サウスヒルズ」へ名称変更）

- 大和リース(大和ハウスグループ)
  - フレスポ中標津（2004年10月開業）

スーパーマーケット
- 生活協同組合コープさっぽろ釧路地区
  - なかしべつ店（長崎屋中標津店内）

- 福原（アークスグループ）
  - ビッグハウス中標津店（フレスポ中標津内）
  - フクハラ中標津店

- 中標津町農業協同組合（JA中標津）
  - Aコープ中標津店 あるる

- 計根別農業協同組合（JAけねべつ）
  - Aコープけねべつ店

- フレッシュマート・マルエー
- 業務スーパー中標津店（運営会社：株式会社三ッ輪商会）
- サッポロドラッグストアー中標津東店
- サッポロドラッグストアー中標津西店

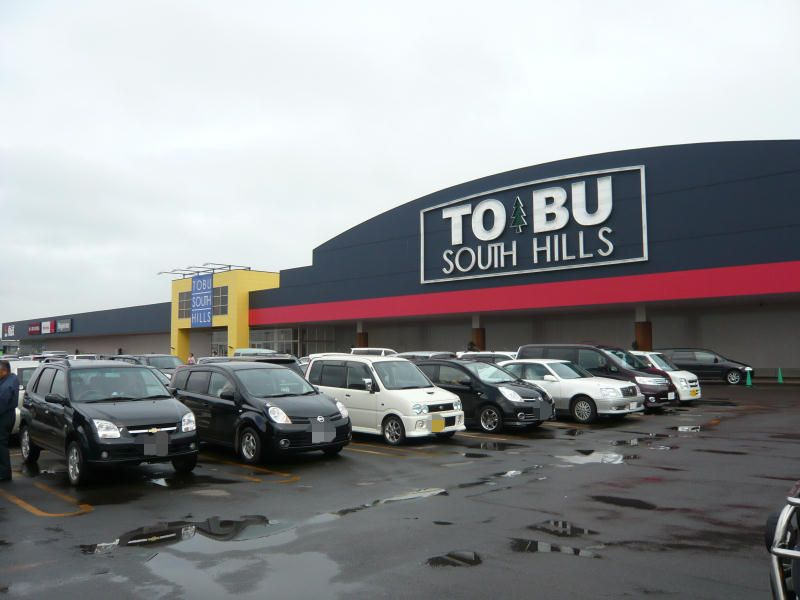
東武サウスヒルズ中標津店

### 金融機関
- 北海道銀行 - 中標津支店
- 北洋銀行 - 中標津支店
- 大地みらい信用金庫 - 中標津支店、りんどう支店
- 釧路信用組合 - 中標津支店
- 北海道労働金庫 - 中標津支店
- JAバンク北海道（北海道信用農業協同組合連合会） - JA中標津本所

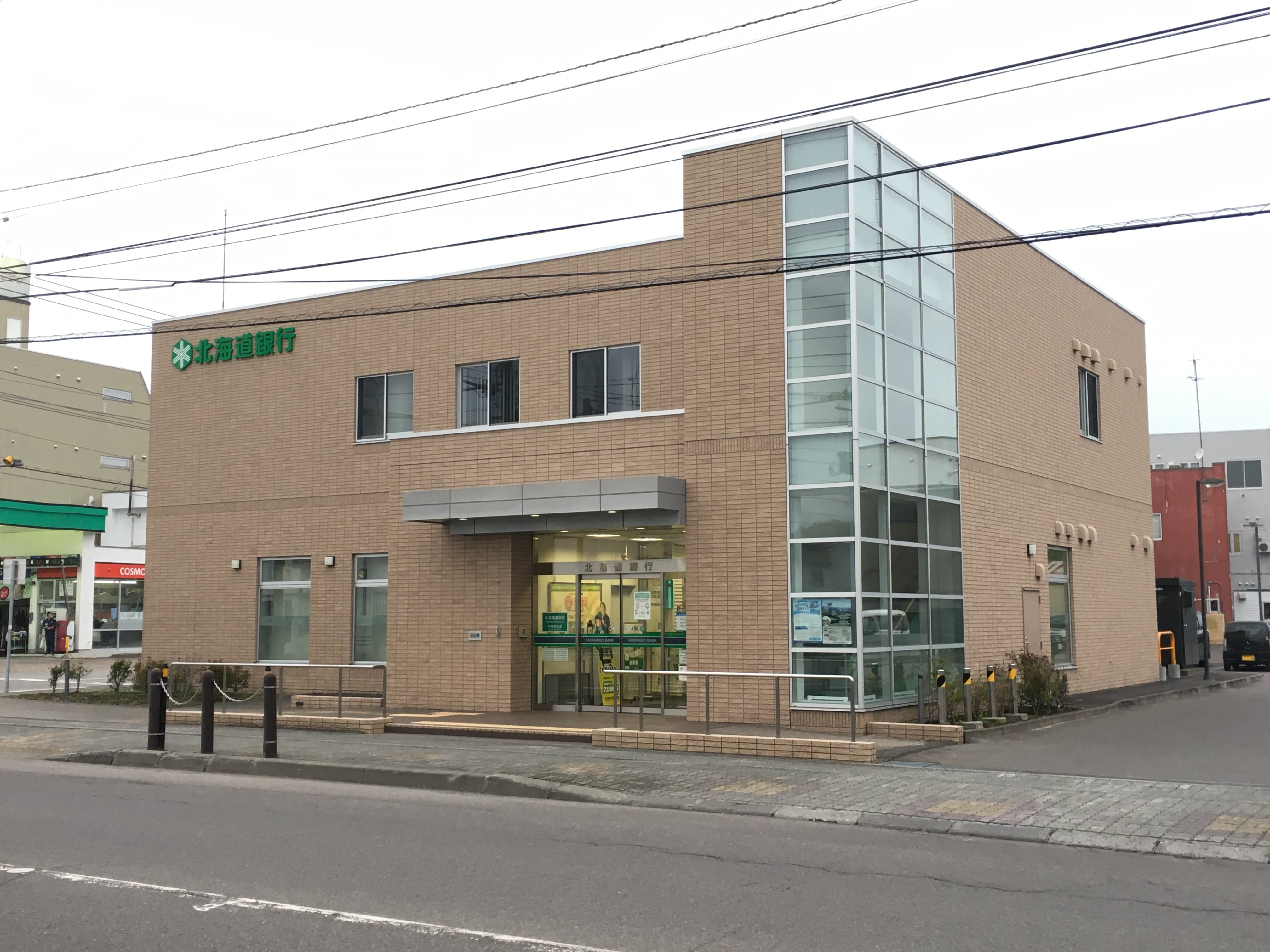
北海道銀行中標津支店
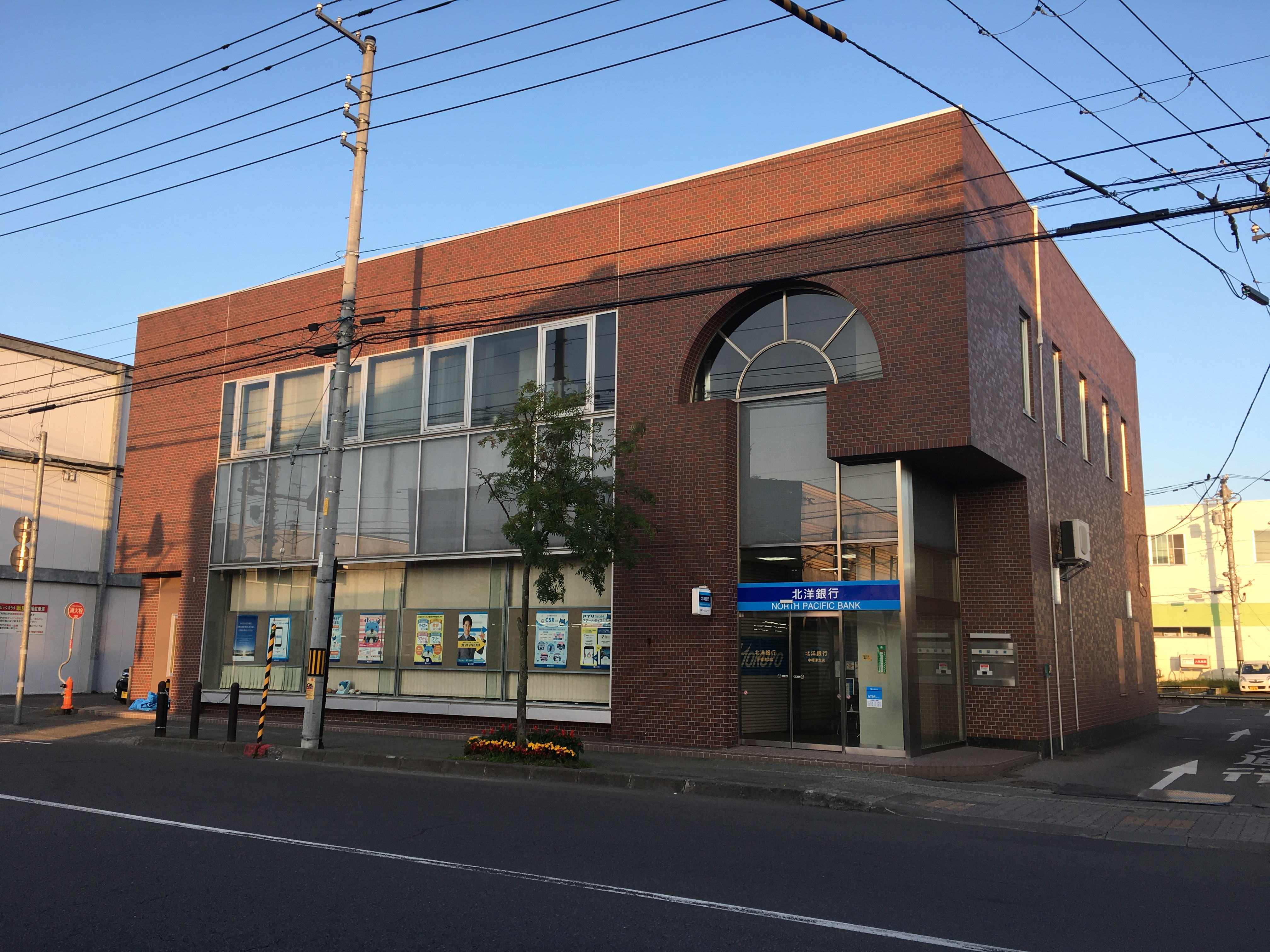
北洋銀行中標津支店

### 郵便

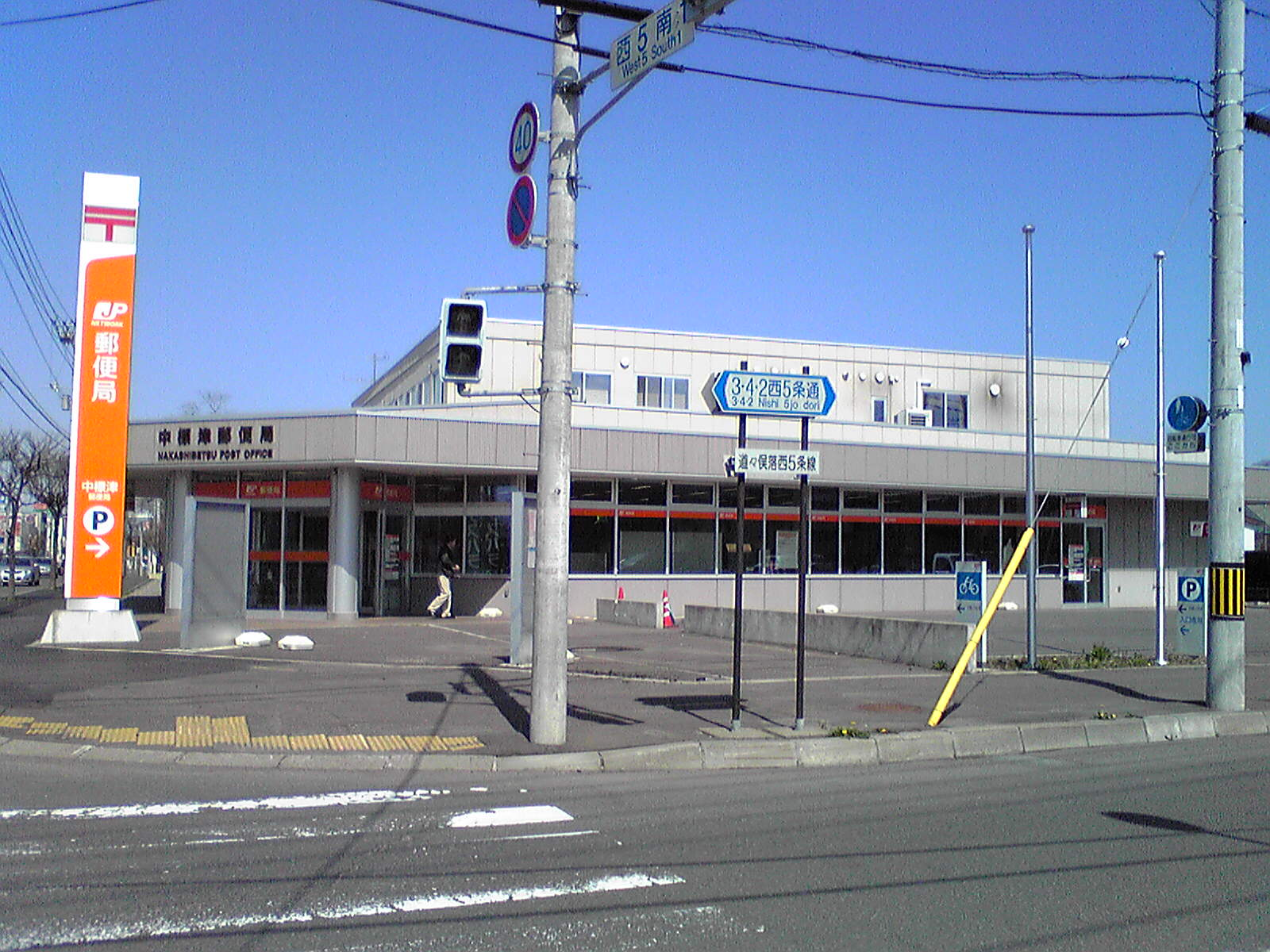
中標津郵便局（集配局）

- 中標津東九条郵便局
- 開陽郵便局
- 計根別郵便局
- 武佐簡易郵便局
- 中標津西七条簡易郵便局
- 中標津西町簡易郵便局
- 中標津東十二条簡易郵便局
- 上武佐簡易郵便局
- 西竹簡易郵便局

- 中標津郵便局

### 宅配便
- ヤマト運輸中標津センター
- 佐川急便中標津営業所

## 交通

### 空港

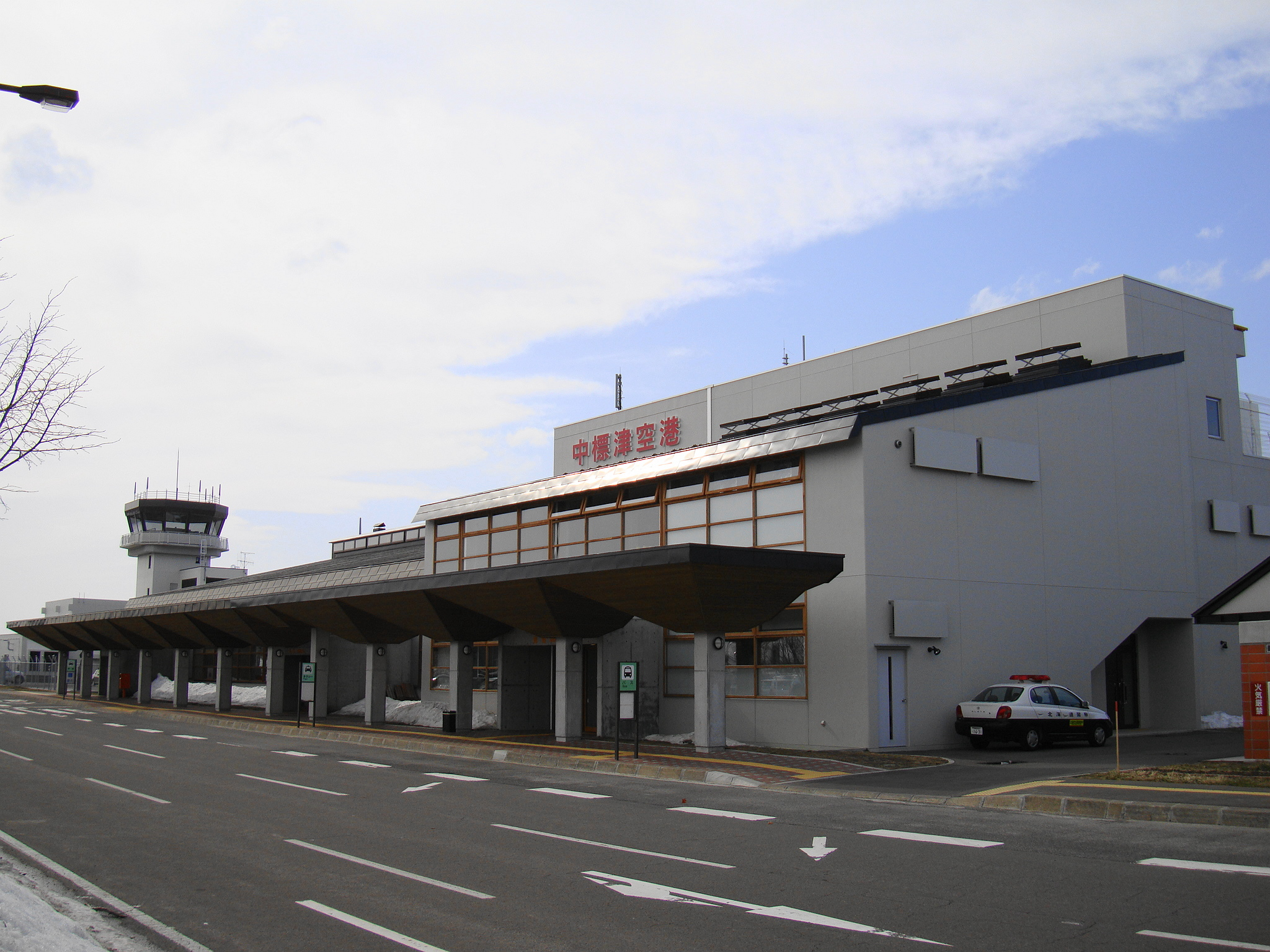
中標津空港
  - 全日本空輸（ANA）[36]
    - 羽田空港
    - 新千歳空港

  - 日本航空（JAL）[37]
    - 丘珠空港

- 中標津空港（2010年4月）

### 鉄道
町内を鉄道路線は通っていない。鉄道を利用する場合の最寄り駅は、JR北海道釧網本線標茶駅。

#### 廃止された鉄道
かつては町内に標津線が通っており、本線に計根別駅、開栄駅、当幌駅、中標津駅、上武佐駅、支線に協和駅があった。
標津線廃止後、中標津駅跡地には中標津町がバスターミナル「中標津町交通センター」を設置したほか、北海道旅客鉄道（JR北海道）が営業窓口となる「JR中標津トラベルセンター」を設置していたが、2012年（平成24年）3月末に閉店した。

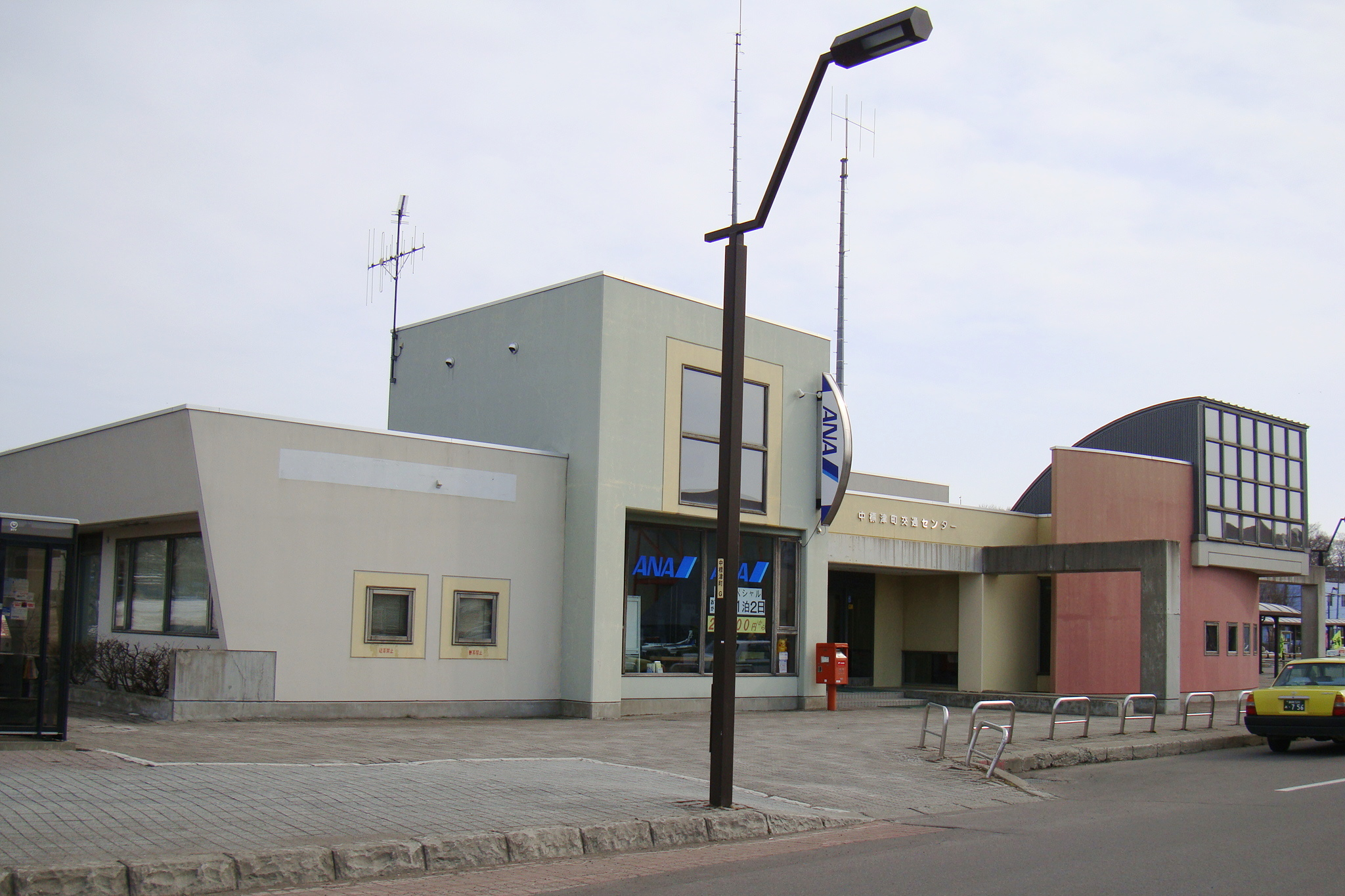
中標津町交通センター（2010年4月）

### バス
市内線・郊外線
- 阿寒バス
- 中標津町営バス

定期路線バス
- 阿寒バス
  - ウトロ—羅臼—標津—中標津—釧路駅前
  - 標津—中標津—標茶駅前

空港連絡バス
- 根室交通
  - 中標津空港—根室

都市間高速バス
- 北都交通・根室交通（共同運行）
  - 中標津—札幌

### タクシー
- 日東交通（日東ハイヤー）
- 北都ハイヤー

### 道路

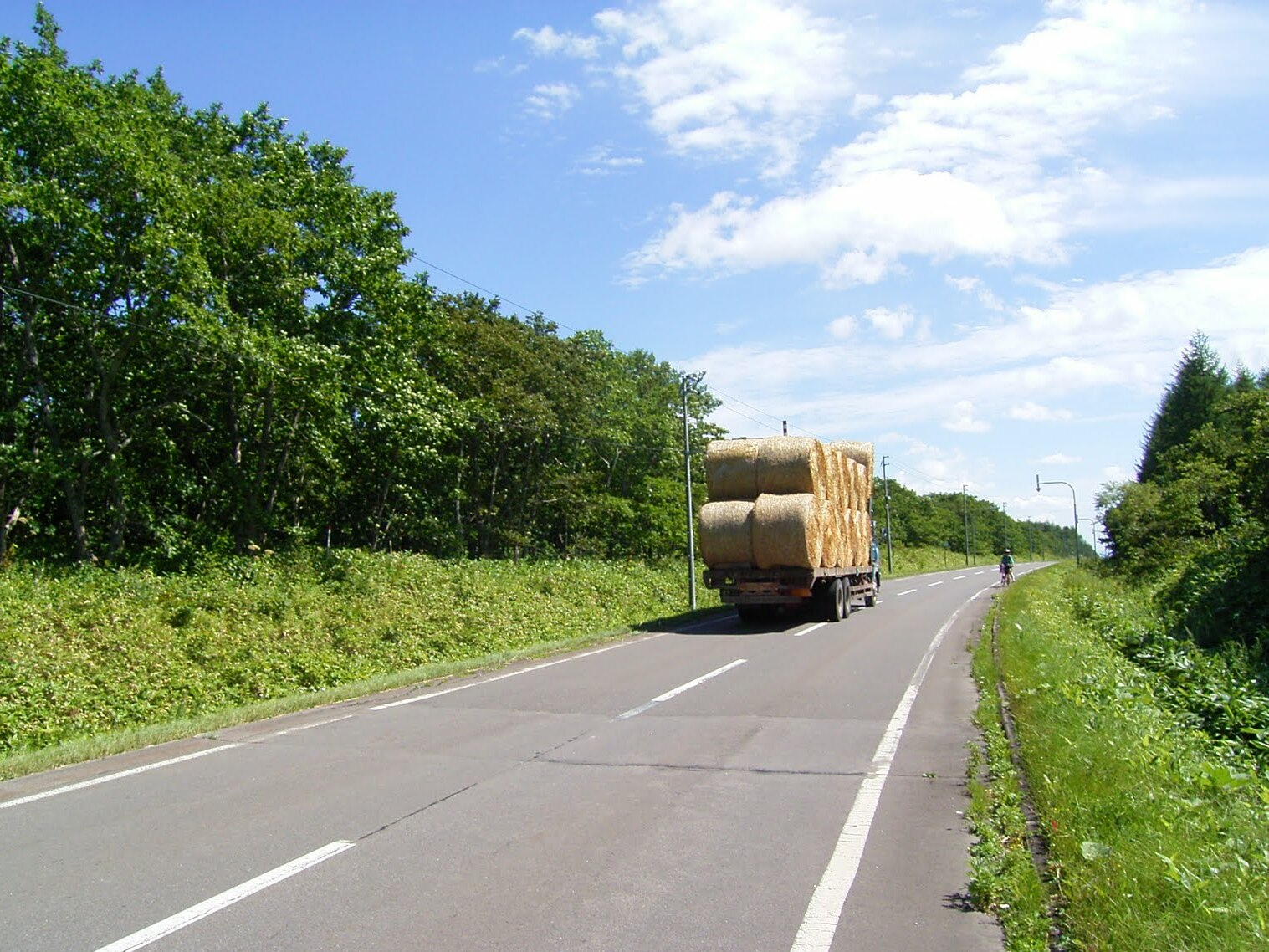
中標津町内の道道150号を走るロールベールを積んだトラック

町内を通る幹線道路は、シーニックバイウェイの「釧路湿原・阿寒・摩周シーニックバイウェイ」になっている。
- 地域高規格道路
  - 釧路中標津道路（計画中）
  - 根室中標津道路（計画中）
- 一般国道
  - 国道272号
- 都道府県道
  - 北海道道8号根室中標津線
  - 北海道道13号中標津標茶線
  - 北海道道69号中標津空港線
  - 北海道道150号摩周湖中標津線
    - 清里峠

  - 北海道道311号中西別計根別線
  - 北海道道505号養老牛計根別停車場線
  - 北海道道669号中標津停車場線
  - 北海道道774号川北中標津線
  - 北海道道775号上武佐計根別停車場線
  - 北海道道833号俣落西五条線
  - 北海道道885号養老牛虹別線
  - 北海道道975号開陽川北線
  - 北海道道994号中春別俵橋線

## 文化財
国指定または登録
- 登録有形文化財
  - 北村家住宅主屋（旧土田旅館）
  - 伝成館（旧北海道農事試験場根室支場庁舎）
  - 中標津町郷土館緑ヶ丘分館（旧北海道農事試験場根室支場陳列館）
  - 北海道立根釧農業試験場（旧北海道農事試験場根室支場）農具庫
  - 北海道立根釧農業試験場（旧北海道農事試験場根室支場）種苗倉庫

町指定
- 蛙意匠の土器 - 中標津町郷土館蔵

## 観光

### 観光地
- 北根室ランチウェイ（ロングトレイル）[45]
- 中標津町緑ヶ丘森林公園
- モアン山「牛」の文字
  - 2005年、JAけねべつ職員有志の会と地元農家が、人口（2万4千人）より乳牛（4万2千頭）の方が多い「牛の町」をPRしようとモアン山（標高357ｍ）の中腹に縦100メートル、横60メートルの「牛」の文字を描く[46][47]。
- 北海道立ゆめの森公園
- ミルクロード
  - 中標津町周辺には「ミルクロード」と呼ばれる道路が複数存在しており、国道272号、国道243号（中標津町内は通っていない）、町道北19号などがある。中でも、町道北19号は沿線に林や牧場が広がる丘のアップダウンを横切るように直線に延びる5km区間の道路であり、開陽台へ向かうドライブやツーリングのルートになっている[48][49][50]。
- 開陽台
- 養老牛温泉
- 裏摩周（所在地は弟子屈町）
- ほかり公園

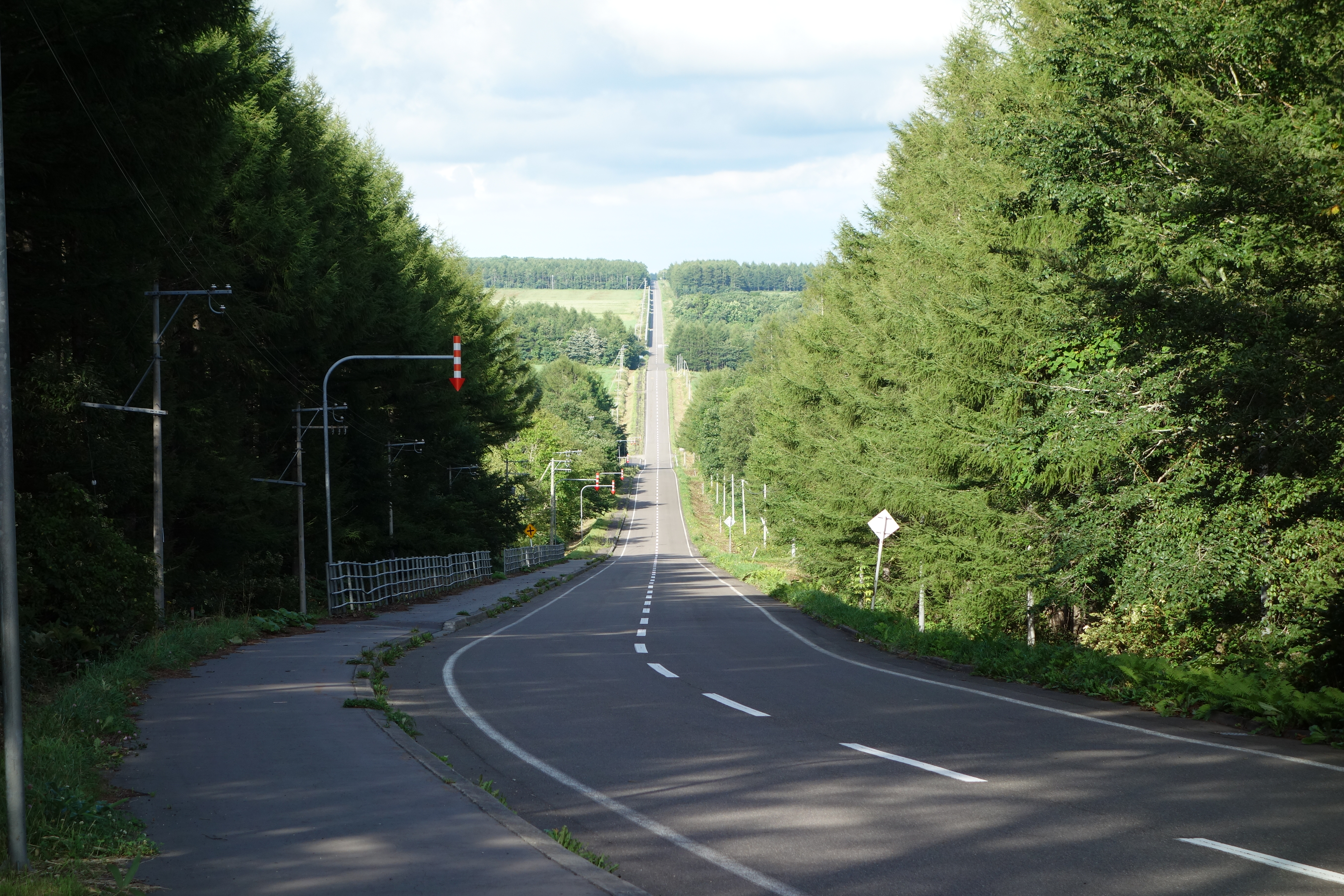
ミルクロード（町道北19号）
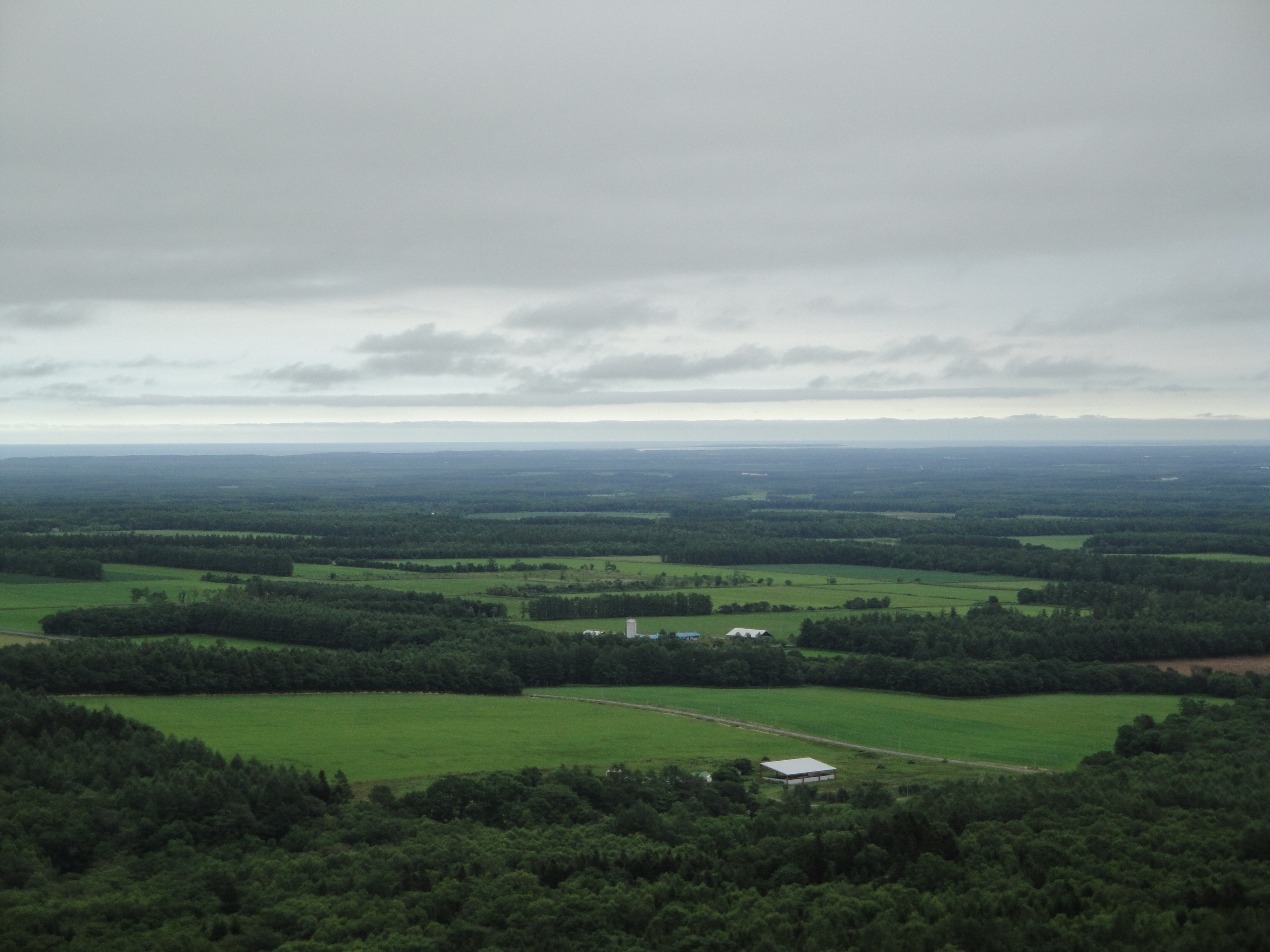
開陽台から眺めた根釧台地
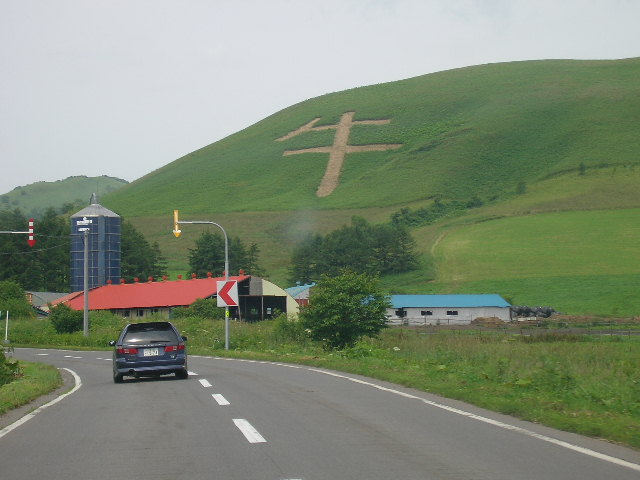
養老牛地区

### 祭事・催事
- なかしべつ冬まつり（2月第2土・日曜日）
- 標津岳山開き（6月第1日曜日）
- 武佐岳山開き（6月第2日曜日）
- なかしべつ330°開陽台マラソン（7月）
- 中標津神社例大祭（7月19日 - 21日）
- なかしべつ夏祭り（8月第2土・日曜日）
- 馬事競技会（8月）
- じゃがいも伯爵まつり&ふれあい広場（9月）
- 養老牛温泉まつり（10月第1日曜日）

## 名産・特産
- 標津羊羹[51]
- ゴーダチーズ[51]
- ジェラート[51]
- なかしべつミルキーポーク[51]
- 中標津ミルキーラーメン[51]
- 中標津ミルキーカレー[51]
- ヨーグルト、飲むヨーグルト[51]
- アイスクリーム[51]
- なかしべつ牛乳[51]
- ジャガイモ（伯爵じゃがいも、キタアカリ、レッドムーン）[51]

## 中標津町が登場する作品
映画
以下の映画作品のロケ地となった。
- 『家族』（1970年）
- 『遥かなる山の呼び声』（1980年）
- 『男はつらいよ 夜霧にむせぶ寅次郎』（1984年）
- 『釣りバカ日誌20 ファイナル』（2009年）

## 人物

### 名誉町民
- 佐藤甚平（初代村議会議長）
- 鎌倉新一（元町議会議長）
- 児玉由一（元雪印乳業代表取締役会長）
- 尾崎豊（元町長、元北海道議会議員）
- 大沼善春（元町議会議長）
- 村田雄平（元町長、元北海道議会議員）

### 出身人物
50音順
- 阿部俊明（画家）
- エナ（シンガーソングライター）
- 遠藤幸佑（元ラグビー選手。『中標津町民栄誉賞』受賞）
- 尾澤直志（アニメーター）
- 小野友葵子（ソプラノ歌手）
- KIKI（シンガー、ボイストレーナー）
- ぎし （ばんばんざい）(YouTuber)
- 高杉じゅん子（演歌歌手）
- 大門隼人（ラグビー選手）
- 長谷川翼（スピードスケート選手）
- 原嶋あかり（声優）
- 本田幸一（国土交通省北海道開発局長）
- 村田正敏（北海道新聞社代表取締役会長）

### ゆかりのある人物
50音順
- 久保敬親（写真家）
- 木村拓哉（俳優・歌手。町内に別荘を所有）
- 吉岡秀隆（俳優。町内に別荘を所有）
- 倍賞千恵子（女優。町内に別荘を所有）
- 佐々木譲（作家）
- すまけい（俳優）
- 友野英俊（お笑い芸人・放送作家）
- 畑正憲（作家・愛称・ムツゴロウさん。町内にムツ牧場設立）
- 三友盛行（三友牧場代表）

## 町歌・町民憲章
町歌
- 『中標津町歌』
  - 作詞：佐藤玲香女
  - 作曲：飯田三郎
  - 1950年（昭和25年）1月1日制定

中標津町民憲章